# Сінешть (комуна, Ясси)
Сінешть, Сінешті (рум. Sinești) — комуна у повіті Ясси в Румунії. До складу комуни входять такі села (дані про населення за 2002 рік):
- Бокніца (356 осіб)
- Осой (1100 осіб)
- Сторнешть (1131 особа)
- Сінешть (1687 осіб)

Комуна розташована на відстані 309 км на північ від Бухареста, 30 км на захід від Ясс.

## Населення
За даними перепису населення 2002 року у комуні проживали 4274 особи.
Національний склад населення комуни:
| Національність | Кількість осіб | Відсоток |
| -------------- | -------------- | -------- |
| румуни         | 4273           | > 99,9%  |
| угорці         | 1              | < 0,1%   |

Рідною мовою назвали:
| Мова      | Кількість осіб | Відсоток |
| --------- | -------------- | -------- |
| румунська | 4273           | > 99,9%  |
| угорська  | 1              | < 0,1%   |

Склад населення комуни за віросповіданням:
| Релігія       | Кількість осіб | Відсоток |
| ------------- | -------------- | -------- |
| православні   | 4272           | > 99,9%  |
| римо-католики | 1              | < 0,1%   |

## Зовнішні посилання
- Дані про комуну Сінешть на сайті Ghidul Primăriilor [Архівовано 12 червня 2009 у Wayback Machine.]